# Franz Toula

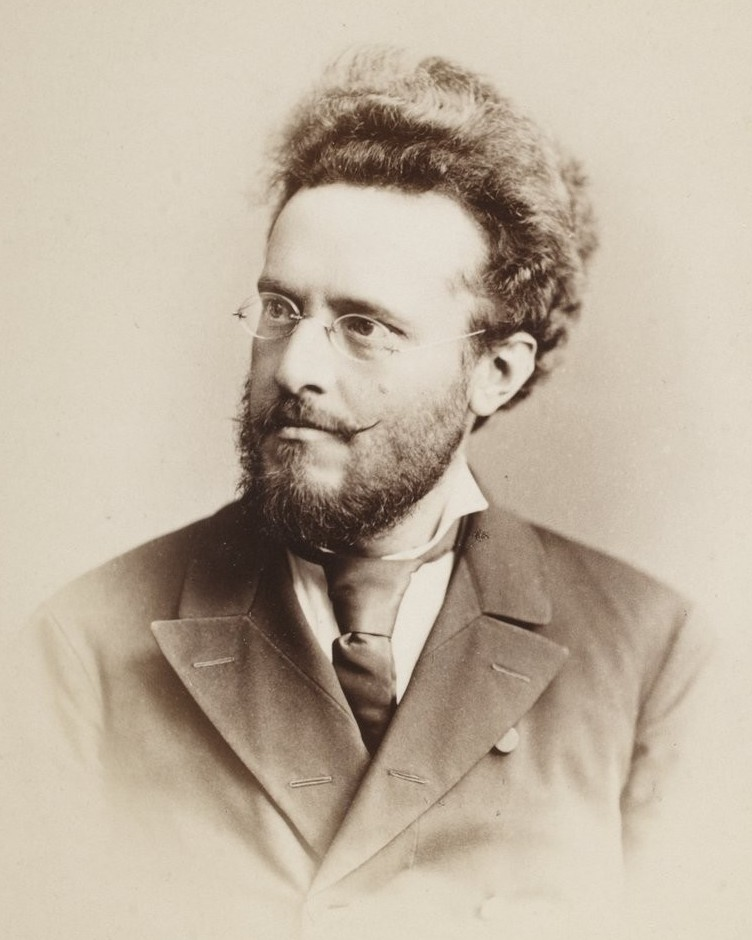
Franz Toula

Franz Toula, auch Franz Edler von Toula, (* 20. Dezember 1845 in Wien; † 3. Jänner 1920 ebenda) war ein österreichischer Paläontologe und Geologe.

## Leben
Toula besuchte die Schottenfelder Realschule und studierte Geologie und Paläontologie an der TH Wien bei Ferdinand von Hochstetter, dessen Assistent er 1869 wurde. 1872 wurde er Lehrer (in Österreich Professor) für Naturgeschichte und Geographie an der Realschule in Gumpendorf. 1877 wurde er nach der Habilitation Privatdozent und 1880 als außerordentlicher Professor und ab 1884 als Professor für Geologie und Mineralogie an der TH Wien Nachfolger von Hochstetter, der 1880 die Leitung des Naturhistorischen Museums übernahm. 1893/94 war er Rektor. 1917 ging er in den Ruhestand. Er war Hofrat.
Er befasste sich anfangs mit der Bearbeitung von Sammlungen aus Spitzbergen, Ostgrönland und Nowaja Semlja, schrieb aber auch für Wiener Tageszeitungen über Geologie (so von einer Ural-Expedition 1872/73 oder vom Vesuv) und hielt Vorträge im Wiener Verein zur Verbreitung Naturwissenschaftlicher Kenntnisse, dessen Vizepräsident er 1886 wurde. 1888 wurde er Mitglied der Leopoldina.
Geologisch erforschte er ab den 1870er Jahren im Auftrag der Akademie der Wissenschaften den westlichen Balkan und Bulgarien (wie gleichzeitig Melchior Neumayr in Griechenland). Weitere Forschungsreisen an den Balkan folgten 1880, 1884 und 1890. Außerdem forschte er 1888 auf der Krim, 1892 in der Dobrudscha, 1893 in der Bukowina, 1895 am Bosporus und in Kleinasien und 1896/97 in Rumänien. Mit Theodor Fuchs und anderen gründete er in Wien den Naturwissenschaftlichen Orientverein. Ein weiterer Schwerpunkt war die Geologie und Paläontologie der Umgebung von Wien, wobei er sich sowohl mit Wirbellosen (Ammoniten, auch Mikropaläontologie von Tiefbohrungen im Wiener Becken) als auch mit Wirbeltieren (Funde des Tertiär aus Österreich)  befasste und ein geschickter Präparator war.
Zu seinen Assistenten gehörte August Rosiwal.

## Schriften

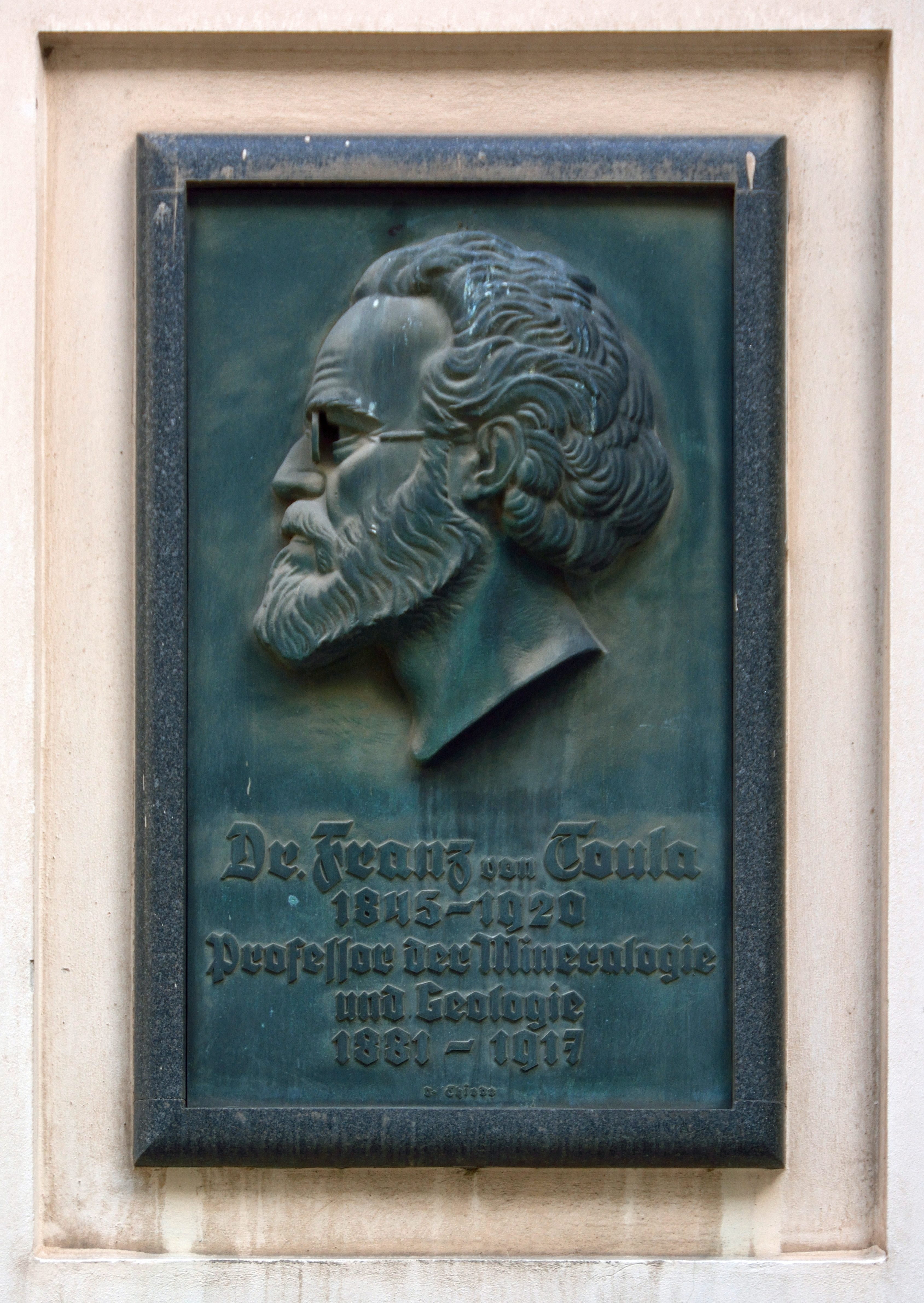
Gedenktafel für Franz von Toula im Hof der TU Wien

- Eine geologische Reise nach Kleinasien, (Bosporus und Südküste des Marmarameeres), Beiträge zu Paläontologie Österreich-Ungarns, Band 12, Heft 1, 1898, Digitalisat
- Geologische Untersuchungen im östlichen Balkan und in den angrenzenden Gebieten, Wien, 1890, Digitalisat
- Lehrbuch der Geologie, Wien: Hölder 1900 (Text- und Atlas-Band), 2. Auflage 1906, 3. Auflage 1918
- Die Steinkohlen, ihre Eigenschaften, Vorkommen, Entstehung und nationalökonomische Bedeutung, 1888
- Die Tiefbohrung bis 600 m Tiefe auf dem Gebiete der Fabrik chemischer Produkte und zwar der Holzverkohlungs-Industrie-Aktien-Gesellschaft in Liesing bei Wien. In: Nova Acta. Abhandlungen der Kaiserlich Leopoldinisch-Carolinischen Deutschen Akademie der Naturforscher. Band C Nr. 3. Halle 1914.

Er bearbeitete auch die Neuauflagen des Leitfaden der Mineralogie und Geologie für die oberen Klassen der österreichischen Realschulen von Hochstetter und Anton Bisching.